# Всеобщие выборы на Мадагаскаре (2013)
Президентские и парламентские выборы на Мадагаскаре прошли 25 октября (1-й тур президентских) и 20 декабря 2013 года (2 тур президентских и парламентские). Изначально выборы были запланированы на 23 августа 2013 года. Президент Высшей переходной администрации Мадагаскара Андри Радзуэлина заявил, что он призна́ет результаты выборов.
Во второй тур прошли Жан Луи Робинсон (27 %) и Эри Радзаунаримампианина (15-16 %). Результаты второго тура были объявлены 3 января.

## Президентские выборы
После того, как в марте 2009 года Радзуэлина стал временным президентом в Высшей переходной администрации Мадагаскара, он объявил, что в течение 24 месяцев будет принята новая конституция и будут проведены выборы. В мае 2009 года он заявил, что не хочет участвовать в президентских выборах и что он лишь хочет провести подготовительную работу. Радзуэлина заявил, что он готов принять предложение ООН, согласно которому никто из бывших руководителей страны не будет участвовать в выборах, если предыдущий президент также примет предложение. Однако, бывший президент Равалуманана высмеял предложение и заявил, что любому должно быть позволено выдвигаться в президенты. 23 мая было достигнуто соглашение, что все бывшие президенты смогут принять участие в выборах.
В декабре 2012 года Равалуманана, наконец, согласился отказаться от участия и через два месяца ему последовал Радзуэлина. Однако, когда жена свергнутого президента Равалумананы Лалао Равалуманана выдвинулась в кандидаты несмотря на правило 6-месячного проживания в стране (они жили в изгнании в ЮАР), глава временного правительства Радзуэлина также представил свою кандидатуру, хотя срок подачи документов к тому времени уже истёк. Более того, предыдущий президент Рацирака также решил выдвигаться, хотя не проходил по правилу 6-месячного проживания в стране. В результате этого доноры изъяли свои фонды из избирательной кампании и выборы дважды переносились в 2013 году. В августе 2013 года специальный суд по выборам решил признать недействительными кандидатуры Радзуэлины, Лало Равалумананы и Рацираки. Это обеспечило выполнение критерия, установленного международным сообществом.
Конституционный референдум на Мадагаскаре, прошедший 17 ноября 2010 года, одобрил предложенную Конституцию. По новой Конституции кандидат в президенты должен проживать в стране последние 6 месяцев, что препятствовало претендовать на пост изгнанному президенту Равалуманану, который жил за границей и был приговорён к пожизненному заключению на Мадагаскаре за гибель протестовавших во время переворота.

### Первый тур
33 кандидата были зарегистрированы для участия в президентских выборах. Первый тур президентских выборов прошёл 25 октября 2013 года. Предварительные результаты показали, что Жан Луи Робинсон и Эри Радзаунаримампианина набрали соответственно 27 % и 15-16 % и оказались лидерами первого тура. Таким образом, эти кандидаты прошли во второй тур, который был назначен на декабрь 2013 года.

### Второй тур
Во втором туре Эри Радзаунаримампианина набрал 53,5 %, а Жан Луи Робинсон — 46,5 % голосов. 3 января новым президентом Мадагаскара избран Эри Радзаунаримампианина. Оппозиция заявила, что считает итоги выборов сфальсифицированными и намерена добиваться их отмены. В суды поданы уже 300 жалоб на нарушения в ходе голосования. Наблюдатели от Евросоюза существенных нарушений на выборах не обнаружили. Теперь все ожидают вердикта Специального электорального суда Мадагаскара по работе избиркома над подсчетом голосов. Своё решение суд должен объявить 19 января.

## Парламентские выборы
19 марта 2009 года Равалуманана распустил Национальное собрание и Сенат. Парламентские выборы планировались на 2011 год, после того, как были перенесены с 20 марта 2010 года, а затем 30 сентября 2010 года. Поначалу парламентские и президентские выборы планировалось провести порознь, а затем они были сведены на май 2011, после чего постоянно откладывались на сентябрь 2011, затем на май и ноябрь 2012, май, июль и август 2013 года. Они состоялись 20 декабря 2013 года.